# Darabani
Darabani é uma cidade da Romênia com 12.002 habitantes, localizada no judeţ (distrito) de Botoşani.